# Monorail van Moskou

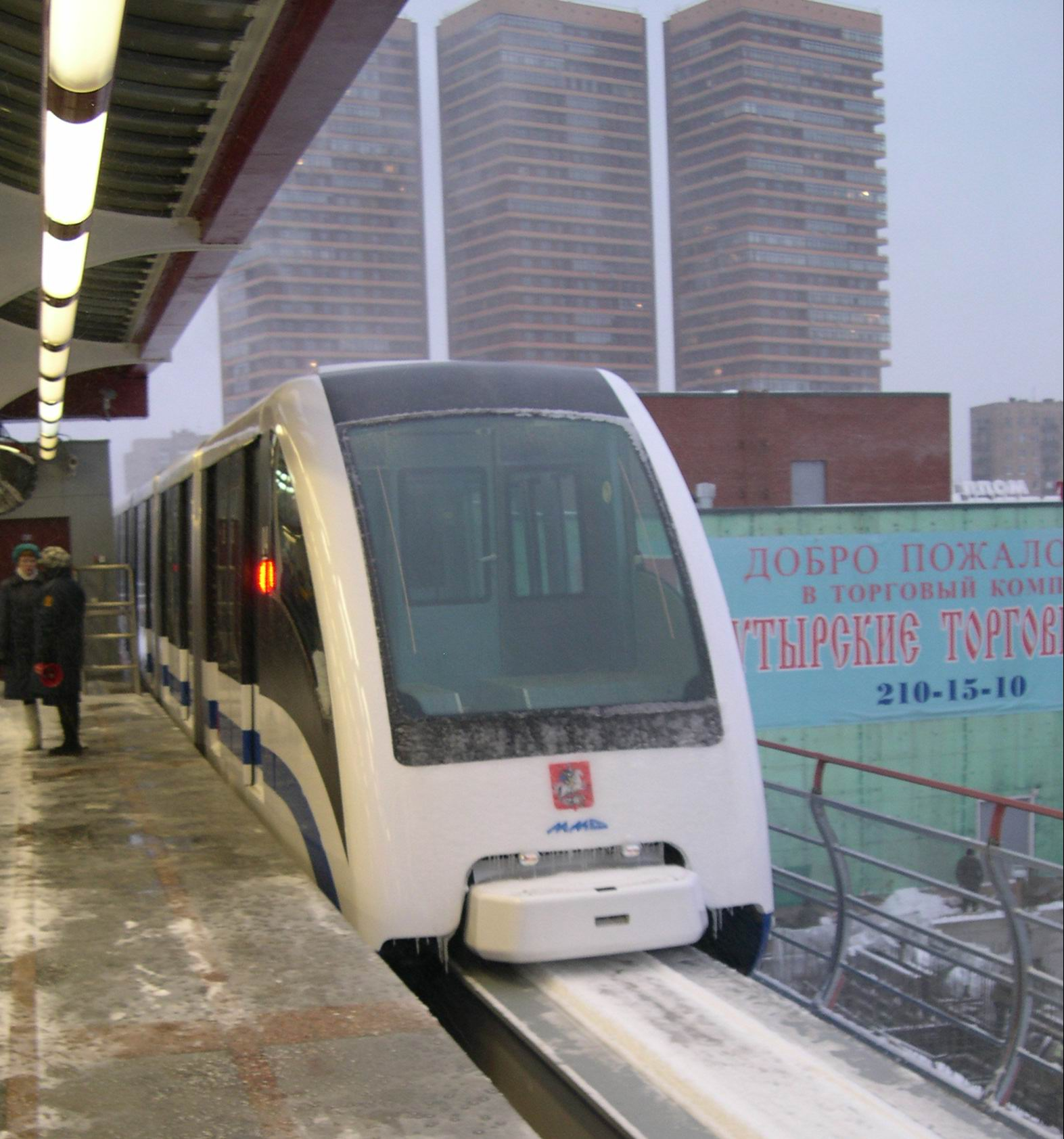
Monorailtrein in station Timirjazevskaja, het westelijke eindpunt van de lijn

De monorail van Moskou (Russisch: Московская монорельсовая транспортная система, Moskowskaja monorelsowaja transportnaja sistema of kort: Московский монорельс, Moskowski monorels) bestaat uit één lijn in het noorden van de Russische hoofdstad en verbond het metrostation Timirjazevskaja met een tramremise aan de Oelitsa Sergeja Ejzensjtejna (Sergej Eisensteinstraat). Het van west naar oost lopende tracé, met een lengte van 4,7 km, doet onder andere het "Teletsentr" bij de Ostankino-televisietoren en het expositie- en congrescentrum VVTs aan. De lijn werd voor het publiek geopend op 20 november 2004 en had vooral een toeristische functie. Tussen acht uur 's ochtends en acht uur 's avonds verzorgen twee treinen een twintigminutendienst. Op 27 juni 2025 werd de monorail uit dienst genomen.

## Geschiedenis
De bouw van de monoraillijn startte in september 2001. In juni 2002 werd met de bouw van het station Oelitsa akademika Koroljova begonnen en in december van hetzelfde jaar waren alle pijlers van de lijn gereed. In november 2003 waren de meeste stations zo goed als afgebouwd; een maand later vonden de eerste testritten plaats. De openingsdatum van de lijn werd meerdere malen uitgesteld, onder andere omdat een testtrein een deel van de stroomrail had vernield. Op 20 november 2004 konden reizigers voor het eerst gebruikmaken van de monorail. Op dat moment was de lijn geopend van tien uur 's ochtends tot vier uur 's middags en deed er één trein dienst met een frequentie van 30 minuten; instappen was enkel mogelijk op station Oelitsa Sergeja Ejzenstjtejna, enige tijd later ook op station Timirjazevskaja. Op 15 juli 2005 werd de dienst uitgebreid: er kwam een extra trein bij, de frequentie werd verhoogd naar één trein per 20 minuten, de openingstijden werden verruimd en instappen werd mogelijk op de stations Vystavotsjnyj tsentr en Teletsentr.

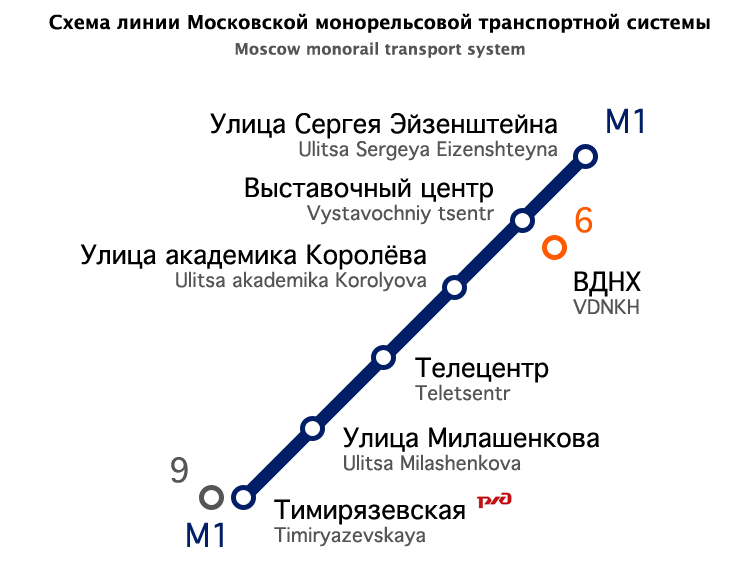
Lijnkaart
Het logo van de monorail
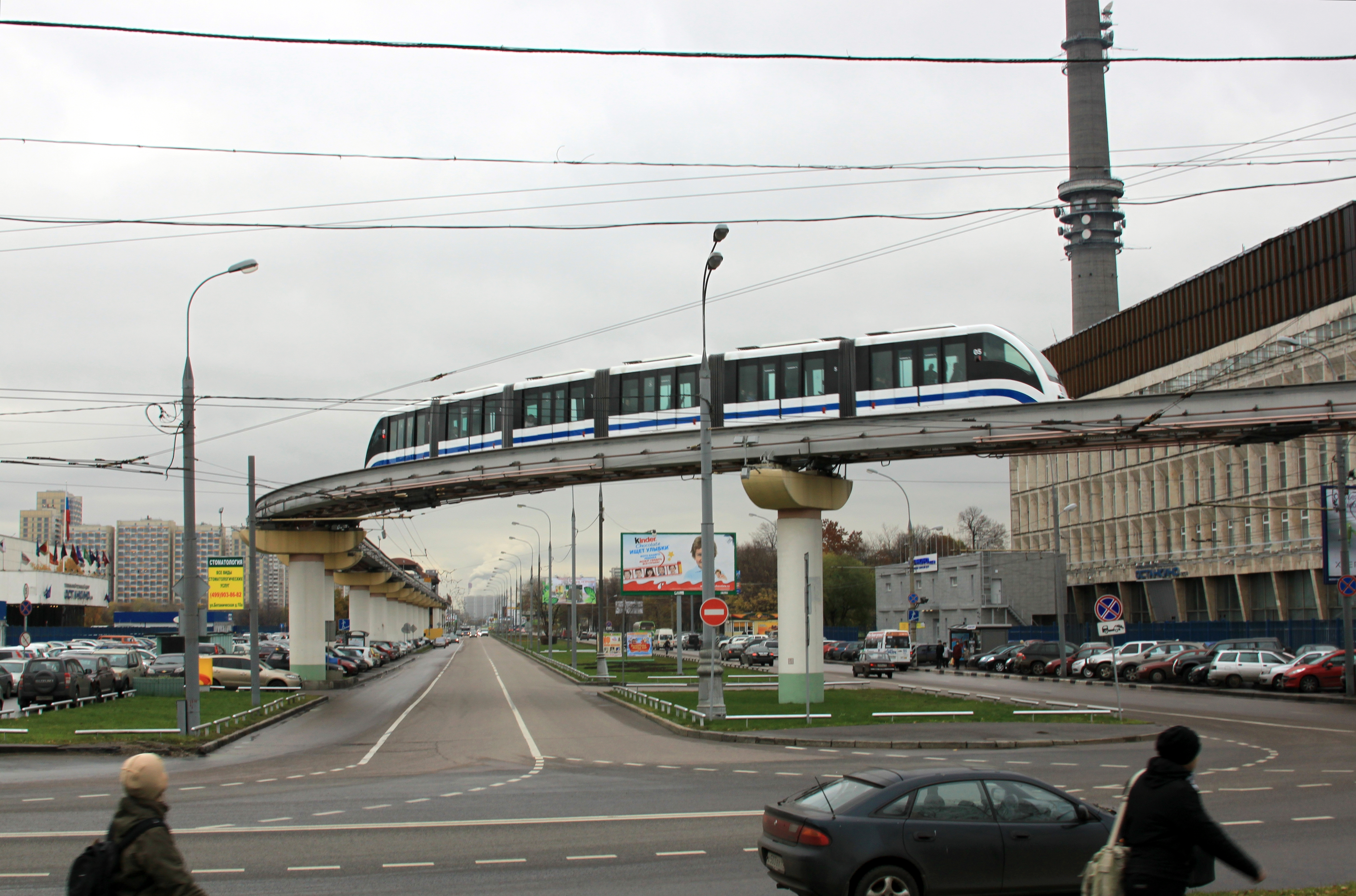
De monorail aan de westkant van het omroepcentrum

## Stations
| Station                      | Overstappunt      | Foto | Geopend          | Nr. | Opmerkingen  |
| ---------------------------- | ----------------- | ---- | ---------------- | --- | ------------ |
| Timirjazevskaja              | (Timirjazevskaja) |      | 20 november 2004 | 200 | eilandperron |
| Oelitsa Milasjenkova         | (Fonvizinskaja)   |      | 20 november 2004 | 201 | eilandperron |
| Teletsentr                   |                   |      | 20 november 2004 | 202 | eilandperron |
| Oelitsa Akademika Koroljova  |                   |      | 20 november 2004 | 203 | zijperrons   |
| Vystavotsjnyj tsentr         | (station VDNCh)   |      | 20 november 2004 | 204 | eilandperron |
| Oelitsa Sergeja Ejzensjtejna |                   |      | 20 november 2004 | 199 | eilandperron |